# Josef Mertin (Musiker)

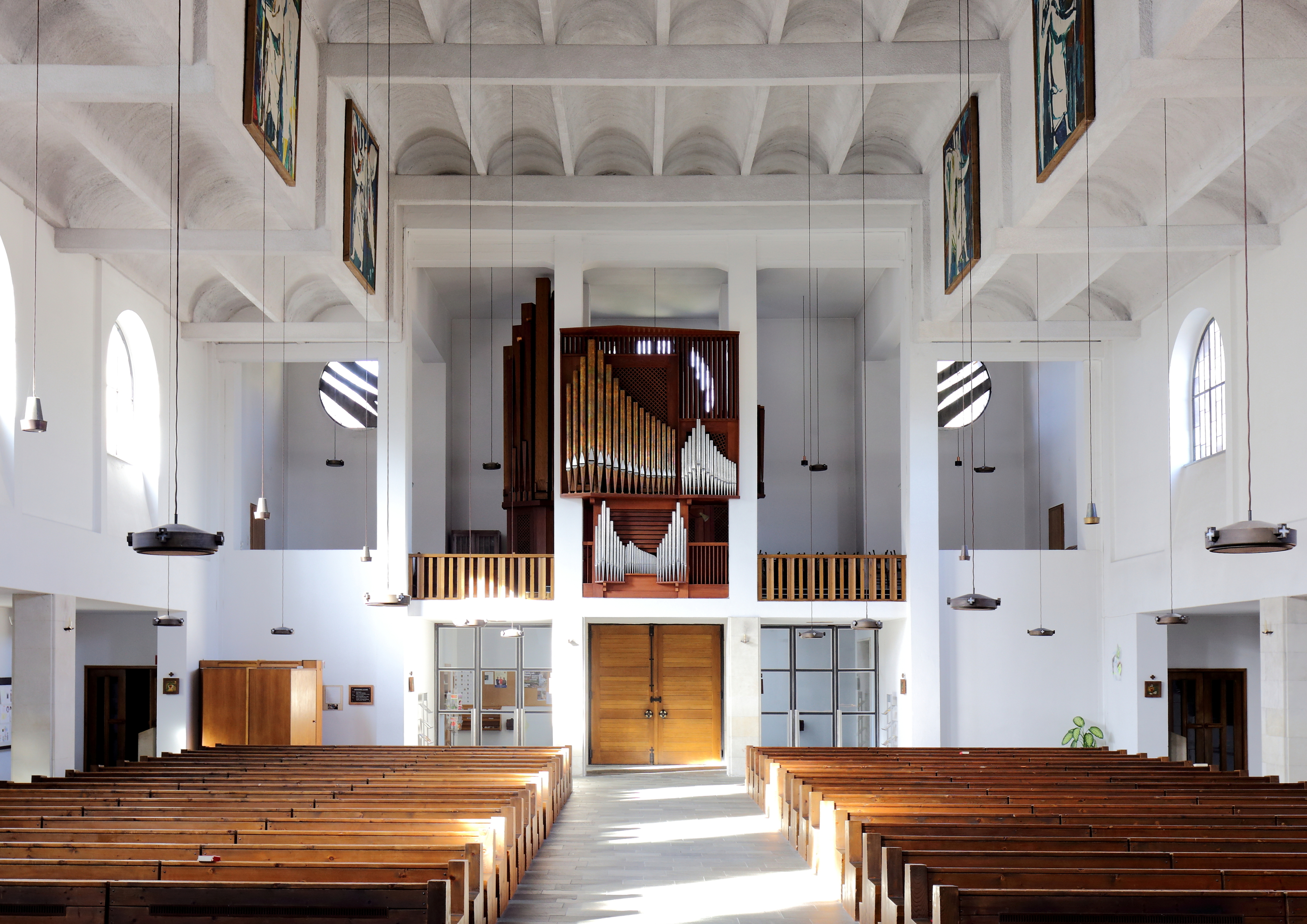
Katholische Pfarrkirche Gloggnitz

Josef Mertin (* 21. März 1904 in  Braunau, Böhmen; † 16. Februar 1998 in Wien) war ein österreichischer Ensembleleiter, Sänger, Organist und Orgelbauer. Als Lehrer zählte er zu den Wegbereitern der historischen Aufführungspraxis in Wien.

## Leben
Nach der musikalischen Grundschulung im Benediktinerstift Braunau (Sängerknabe, Geige, Klavier, Orgel, Instrumentenbau) wurde Mertin 1922 Musiklehrer im Gymnasium Braunau. 
1925 kam er mit einem Stipendium der Firma Benedict Schroll's Sohn nach Wien. Dort legte er 1927 die Reifeprüfung für Kirchenmusik, 1928 die Lehrbefähigungsprüfung für Gesang und im selben Jahr die Reifeprüfung für Dirigieren ab. Zugleich studierte er bei Josef Lechthaler, Joseph Marx, Franz Schmidt, Egon Wellesz, Hugo Kauder und Rudolf von Ficker.
1927 gründete er sein erstes Kammerorchester, dem weitere Ensembles folgten, und seit 1928 lehrte er am Neuen Wiener Konservatorium.
Seit 1931 arbeitete er am Bundesdenkmalamt an der Erhaltung und Restaurierung von Orgeln in Österreich.
1934 begann er mit Konzerten mit alter Musik in der Albertina und war 1937–1938 an der Wiener Musikakademie tätig.
1938 gab es trotz der „Tatsache“, dass Mertin „mit einer Halbjüdin verheiratet“ war, „keine Bedenken“ gegen eine „Zugehörigkeit zur Reichsmusikkammer“. Damit wurde das Überleben Mertins und seiner Familie in Wien bis Kriegsende ermöglicht (öffentliche Konzerte bis mindestens 1941, Orgel in St. Florian).
Von 1946 bis 1978 war er Professor an der Musikhochschule Wien. Er wurde am Hietzinger Friedhof bestattet.

## Leistungen
Mertin war ein Pionier der Alten Musik in Wien und damit (ab etwa 1950) Wegbereiter der Gründung international angesehener Ensembles für Alte Musik in Wien (Concentus Musicus Wien, Musica antiqua Wien, Capella academica Wien etc.). An den Musiker und Lehrer erinnern sich nicht nur Experten Alter Musik wie Eduard Melkus, René Clemencic oder Nikolaus Harnoncourt, sondern auch etwa Mariss Jansons.
Als Orgelbauer gab er entscheidende Impulse zur Restaurierung von Orgeln (etwa Stift Sankt Florian) und baute auch selbst eine Reihe von Orgeln.

## Publikationen
- Alte Musik. Wege zur Aufführungspraxis. Lafite, Wien 1978, ISBN 3-85151-026-7.

## Orgeln

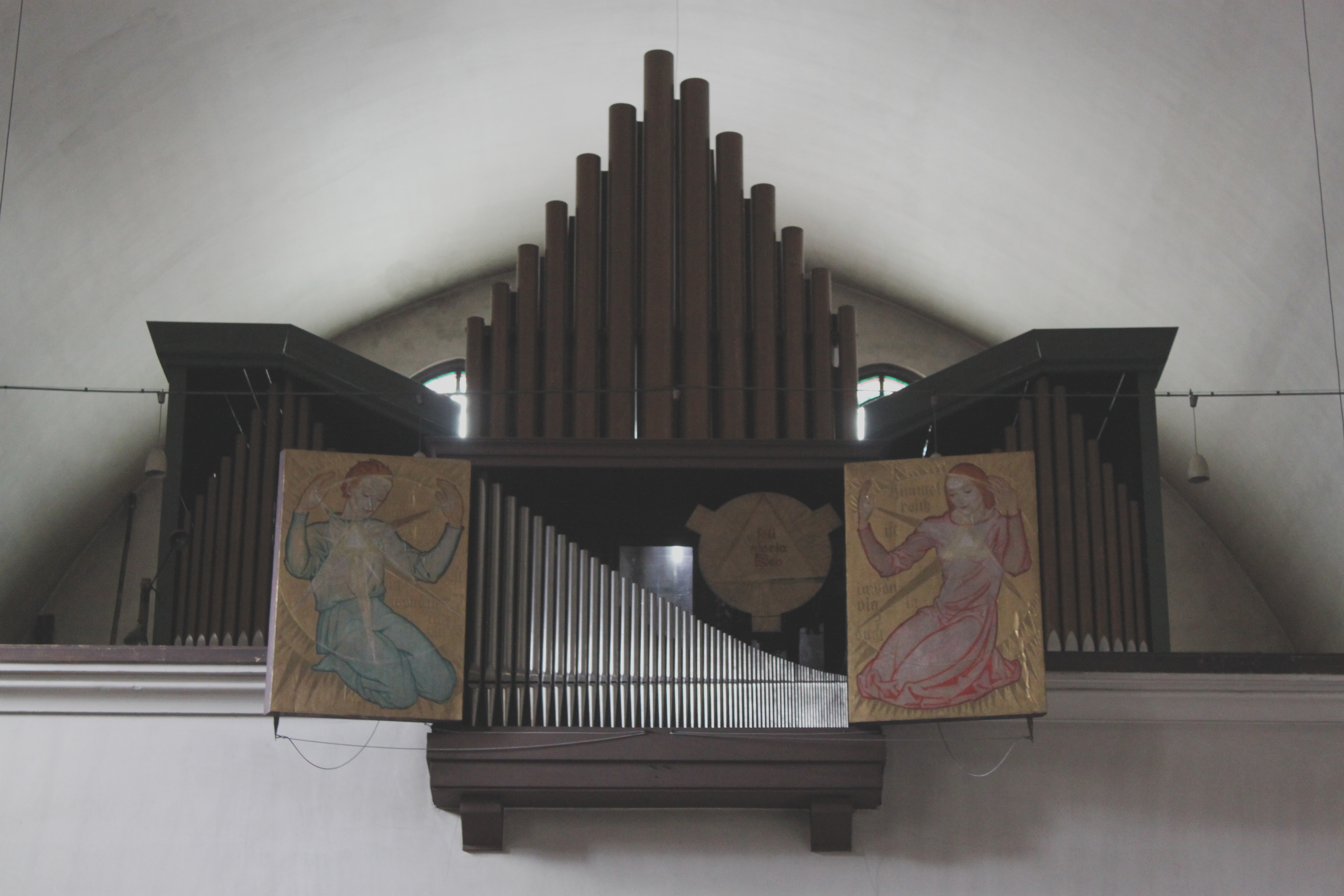
Alt-Ottakringer Pfarrkirche

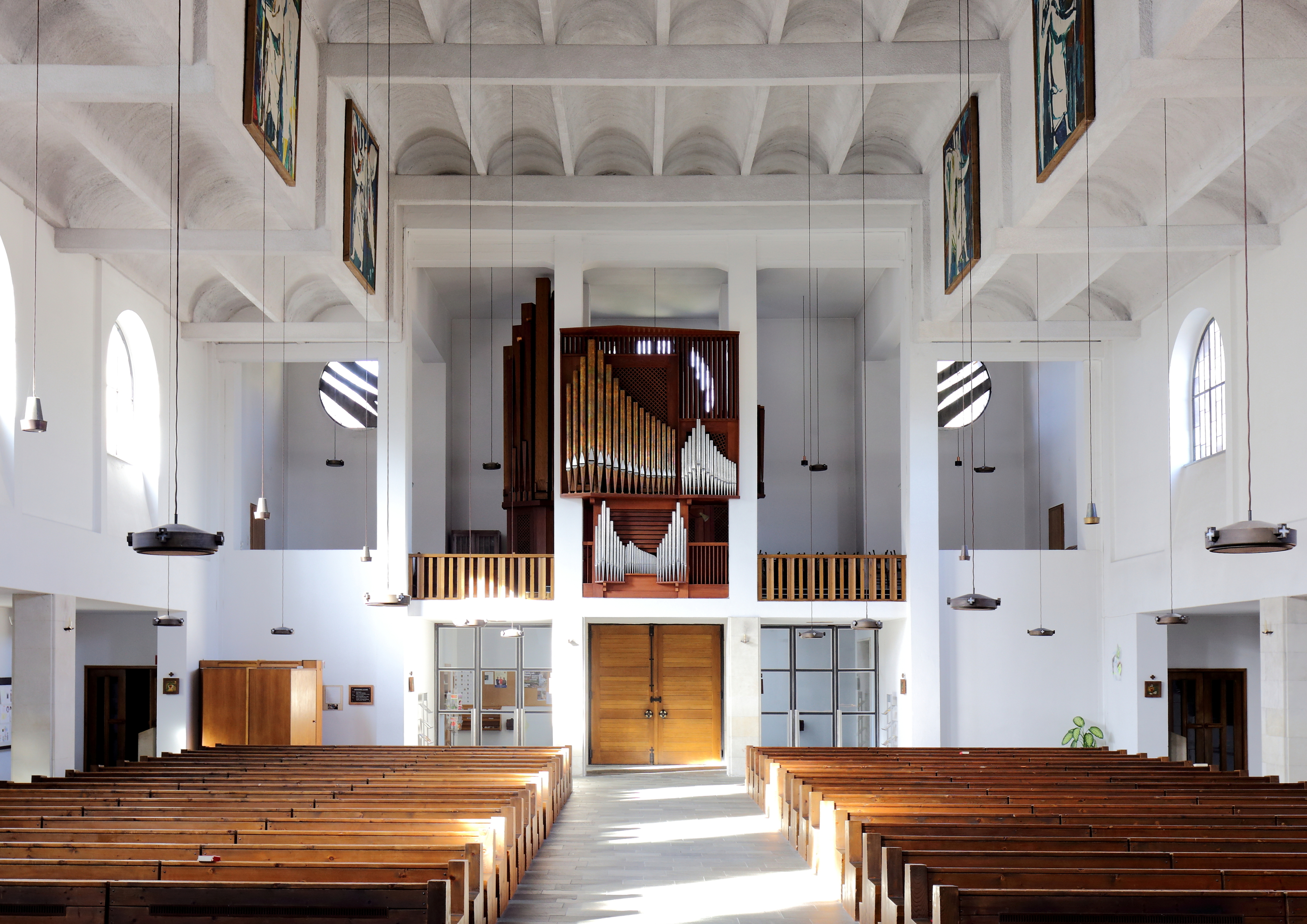
Katholische Pfarrkirche Gloggnitz

- mit Wilhelm Zika: Alt-Ottakringer Pfarrkirche, 1935–1938
- Schafbergkirche, 1961–1962
- Schloss Gloggnitz, Schlosskirche, Restaurierung, 1965
- Katholische Pfarrkirche Gloggnitz, Neubau, 1971[7][8]